# Покрајине Италије
У Италији, покрајина (итал. provincia — провинција) је други ниво административне поделе земље, јединица од које се састоје регије. Следећи нижи ниво испод покрајине, су општине од којих су састављене покрајине.

Регија Долина Аосте је једина италијанска регија која није подељена на покрајине, тј. сама регија представља једну покрајину. Од 2006. године, у Италији постоји 109 покрајина од којих су три новостворене и почеће са деловањем од 2009. године.
У следећем попису су подебљане покрајине чији је административно средиште уједно и административно средиште регије.
Италијанске покрајине по абецедном реду у регијама су:

## Абруцо
- Кјети
- Л’Аквила
- Пескара
- Терамо

## Апулија
- Бари
- Барлета-Андрија-Трани
- Бриндизи
- Фођа
- Лече
- Таранто

## Базиликата
- Матера
- Потенца

## Емилија-Ромања
- Болоња
- Ферара
- Форли-Чезена
- Модена
- Парма
- Пјаченца
- Равена
- Ређо Емилија
- Римини

## Фурланија-Јулијска крајина
- Горица
- Порденоне
- Трст
- Удине

## Калабрија
- Катанцаро
- Козенца
- Кортоне
- Ређо ди Калабрија
- Вибо Валентија

## Кампанија
- Авелино
- Беневенто
- Казерта
- Напуљ
- Салерно

## Лацио
- Фрозиноне
- Латина
- Ријети
- Рим
- Витербо

## Лигурија
- Ђенова
- Империја
- Ла Специја
- Савона

## Ломбардија
- Бергамо
- Бреша
- Комо
- Кремона
- Леко
- Лоди
- Мантова
- Милано
- Монца и Бријанца
- Павија
- Сондрио
- Варезе

## Марке
- Анкона
- Асколи Пичено
- Фермо
- Мачерата
- Пезаро и Урбино

## Молизе
- Кампобасо
- Изернија

## Пијемонт
- Алесандрија
- Асти
- Бјела
- Кунео
- Новара
- Торино
- Вербано-Кузио-Осола
- Верчели

## Сардинија
- Каљари
- Карбонија-Иглезијас
- Медио Кампидано
- Нуоро
- Ољастра
- Олбија-Темпио
- Ористано
- Сасари

## Сицилија
- Агриђенто
- Калтанисета
- Катанија
- Ена
- Месина
- Палермо
- Рагуза
- Сиракуза
- Трапани

## Тоскана
- Арецо
- Фиренца
- Гросето
- Ливорно
- Лука
- Маса-Карара
- Пиза
- Пистоја
- Прато
- Сијена

## Трентино-Јужни Тирол
- Болцано
- Тренто

## Умбрија
- Перуђа
- Терни

## Долина Аосте
- Аоста

## Венето
- Белуно
- Падова
- Ровиго
- Тревизо
- Венеција
- Верона
- Виченца